# Fed Cup 2017 Zona Euro-Africana
La Zona Euro-Africana (Europe/Africa Zone) è una delle tre divisioni zonali nell'ambito della Fed Cup 2017.
Essa è a sua volta suddivisa in tre gruppi (Gruppo I, Gruppo II, Gruppo III) formati rispettivamente da 14, 8 e 15 squadre, inserite in tali gruppi in base ai risultati ottenuti l'anno precedente. Questi tre gruppi sono vere e proprie categorie aventi un rapporto gerarchico fra di loro, equivalenti rispettivamente al terzo, quarto e quinto livello di competizione.
Il Gruppo III della zona Euro-Africana è l'ultima categoria nell'ordine, pertanto in tale categoria non sono previste retrocessioni.

## Gruppo I
- Sede: Municipal Tennis Centre, Eilat, Israele (Cemento-indoor)
- Periodo: 3-6 febbraio

Le 14 squadre sono inserite in quattro gironi (Pool) due da quattro squadre e due da tre. Le quattro squadre classificatesi al primo posto di ciascun girone prendono parte a degli spareggi per stabilire le due nazioni che ottengono il diritto di partecipare agli spareggi per il Gruppo Mondiale II e quindi tentare la promozione al Gruppo Mondiale II.

Le quattro squadre classificatesi all'ultimo posto di ciascun girone prendono parte ai playout per evitare la retrocessione.

### Gruppi
|   | Pool A (Dettagli) | Polonia (bandiera) | Austria (bandiera) | Georgia (bandiera) |
| 1 | Polonia (2-0)     |                    | 2-1                | 2-1                |
| 2 | Austria (1-1)     | 1-2                |                    | 2-1                |
| 3 | Georgia (0-2)     | 1-2                | 1-2                |                    |

|   | Pool B (Dettagli)          | Croazia (bandiera) | Ungheria (bandiera) | Bosnia ed Erzegovina (bandiera) |
| 1 | Croazia (2-0)              |                    | 2-1                 | 3-0                             |
| 2 | Ungheria (1-1)             | 1-2                |                     | 3-0                             |
| 3 | Bosnia ed Erzegovina (0-2) | 0-3                | 0-3                 |                                 |

|   | Pool C (Dettagli) | Regno Unito (bandiera) | Lettonia (bandiera) | Turchia (bandiera) |
| 1 | Regno Unito (3-0) |                        | 3–0                 | 3–0                |
| 2 | Lettonia (2-1)    | 0–3                    |                     | 2–1                |
| 3 | Turchia (1-2)     | 0–3                    | 1–2                 |                    |

|   | Pool D (Dettagli) | Serbia (bandiera) | Estonia (bandiera) | Bulgaria (bandiera) |
| 1 | Serbia (3-0)      |                   | 2–1                | 2–1                 |
| 2 | Estonia (2-1)     | 1–2               |                    | 2–1                 |
| 3 | Bulgaria (1-2)    | 1–2               | 1–2                |                     |

### Spareggi promozione
| Polonia 1 | Tallink Tennis Centre, Tallinn, Estonia 11 febbraio 2017 cemento (indoor) | Tallink Tennis Centre, Tallinn, Estonia 11 febbraio 2017 cemento (indoor) | Serbia 2 |     |     |  |
| \| \| \| \| 1 \| 2 \| 3 \| \| \| - \| \| --------------------------------------------------------------- \| --- \| --- \| --- \| \| \| 1 \| \| Katarzyna Piter Ivana Jorović \| 2 6 \| 6 4 \| 4 6 \| \| \| 2 \| \| Magda Linette Nina Stojanović \| 6 2 \| 6 1 \| \| \| \| 3 \| \| Magda Linette / Katarzyna Piter Ivana Jorović / Nina Stojanović \| 6 4 \| 4 6 \| 1 6 \| \| |                                                                           |                                                                           |          |     |     |  |
| |                                                                           |                                                                           | 1        | 2   | 3   |  |
| 1 | Polonia (bandiera) · Serbia (bandiera)                                    | Katarzyna Piter Ivana Jorović                                             | 2 6      | 6 4 | 4 6 |  |
| 2 | Polonia (bandiera) · Serbia (bandiera)                                    | Magda Linette Nina Stojanović                                             | 6 2      | 6 1 |     |  |
| 3 | Polonia (bandiera) · Serbia (bandiera)                                    | Magda Linette / Katarzyna Piter Ivana Jorović / Nina Stojanović           | 6 4      | 4 6 | 1 6 |  |

| Croazia 1 | Tallink Tennis Centre, Tallinn, Estonia 11 febbraio 2017 cemento (indoor) | Tallink Tennis Centre, Tallinn, Estonia 11 febbraio 2017 cemento (indoor) | Gran Bretagna 2 |     |     |  |
| \| \| \| \| 1 \| 2 \| 3 \| \| \| - \| \| -------------------------------------------------------- \| --- \| --- \| --- \| \| \| 1 \| \| Donna Vekić Heather Watson \| 2 6 \| 4 6 \| \| \| \| 2 \| \| Ana Konjuh Johanna Konta \| 6 4 \| 6 3 \| \| \| \| 3 \| \| Darija Jurak / Ana Konjuh Johanna Konta / Heather Watson \| 6 4 \| 4 6 \| 3 6 \| \| |                                                                           |                                                                           |                 |     |     |  |
| |                                                                           |                                                                           | 1               | 2   | 3   |  |
| 1 | Croazia (bandiera) · Gran Bretagna (bandiera)                             | Donna Vekić Heather Watson                                                | 2 6             | 4 6 |     |  |
| 2 | Croazia (bandiera) · Gran Bretagna (bandiera)                             | Ana Konjuh Johanna Konta                                                  | 6 4             | 6 3 |     |  |
| 3 | Croazia (bandiera) · Gran Bretagna (bandiera)                             | Darija Jurak / Ana Konjuh Johanna Konta / Heather Watson                  | 6 4             | 4 6 | 3 6 |  |

### Spareggi 5º/8º posto
| Ungheria 2 | Tallink Tennis Centre, Tallinn, Estonia 11 febbraio 2017 cemento (indoor) | Tallink Tennis Centre, Tallinn, Estonia 11 febbraio 2017 cemento (indoor) | Lettonia 0 |     |     |             |
| \| \| \| \| 1 \| 2 \| 3 \| \| \| - \| \| ---------------------------------------------------------------- \| --- \| --- \| --- \| ----------- \| \| 1 \| \| Ágnes Bukta Daniela Vismane \| 6 2 \| 6 3 \| \| \| \| 2 \| \| Fanny Stollár Diāna Marcinkēviča \| 6 2 \| 4 6 \| 6 3 \| \| \| 3 \| \| Dalma Gálfi / Fanny Stollár Diāna Marcinkēviča / Daniela Vismane \| \| \| \| non giocato \| |                                                                           |                                                                           |            |     |     |             |
| |                                                                           |                                                                           | 1          | 2   | 3   |             |
| 1 | Ungheria (bandiera) · Lettonia (bandiera)                                 | Ágnes Bukta Daniela Vismane                                               | 6 2        | 6 3 |     |             |
| 2 | Ungheria (bandiera) · Lettonia (bandiera)                                 | Fanny Stollár Diāna Marcinkēviča                                          | 6 2        | 4 6 | 6 3 |             |
| 3 | Ungheria (bandiera) · Lettonia (bandiera)                                 | Dalma Gálfi / Fanny Stollár Diāna Marcinkēviča / Daniela Vismane          |            |     |     | non giocato |

| Austria 2 | Tallink Tennis Centre, Tallinn, Estonia 11 febbraio 2017 cemento (indoor) | Tallink Tennis Centre, Tallinn, Estonia 11 febbraio 2017 cemento (indoor) | Estonia 1 |     |     |  |
| \| \| \| \| 1 \| 2 \| 3 \| \| \| - \| \| --------------------------------------------------------- \| --- \| --- \| --- \| \| \| 1 \| \| Tamira Paszek Maileen Nuudi \| 6 2 \| 6 3 \| \| \| \| 2 \| \| Barbara Haas Maria Lota Kaul \| 6 3 \| 2 6 \| 6 0 \| \| \| 3 \| \| Julia Grabher / Pia König Valeria Gorlats / Maileen Nuudi \| 5 7 \| 5 7 \| \| \| |                                                                           |                                                                           |           |     |     |  |
| |                                                                           |                                                                           | 1         | 2   | 3   |  |
| 1 | Austria (bandiera) · Estonia (bandiera)                                   | Tamira Paszek Maileen Nuudi                                               | 6 2       | 6 3 |     |  |
| 2 | Austria (bandiera) · Estonia (bandiera)                                   | Barbara Haas Maria Lota Kaul                                              | 6 3       | 2 6 | 6 0 |  |
| 3 | Austria (bandiera) · Estonia (bandiera)                                   | Julia Grabher / Pia König Valeria Gorlats / Maileen Nuudi                 | 5 7       | 5 7 |     |  |

### Spareggi retrocessione
| Bosnia ed Erzegovina 1 | Tallink Tennis Centre, Tallinn, Estonia 11 febbraio 2017 cemento (indoor) | Tallink Tennis Centre, Tallinn, Estonia 11 febbraio 2017 cemento (indoor) | Portogallo 2 |      |   |  |
| \| \| \| \| 1 \| 2 \| 3 \| \| \| - \| \| --------------------------------------------------------------- \| --- \| ---- \| - \| \| \| 1 \| \| Jelena Simić Inês Murta \| 4 6 \| 0 6 \| \| \| \| 2 \| \| Dea Herdželaš Michelle Larcher De Brito \| 1 6 \| 2 6 \| \| \| \| 3 \| \| Nefisa Berberović / Anita Husarić Francisca Jorge / Rita Vilaca \| 6 4 \| 7 61 \| \| \| |                                                                           |                                                                           |              |      |   |  |
| |                                                                           |                                                                           | 1            | 2    | 3 |  |
| 1 | Bosnia ed Erzegovina (bandiera) · Portogallo (bandiera)                   | Jelena Simić Inês Murta                                                   | 4 6          | 0 6  |   |  |
| 2 | Bosnia ed Erzegovina (bandiera) · Portogallo (bandiera)                   | Dea Herdželaš Michelle Larcher De Brito                                   | 1 6          | 2 6  |   |  |
| 3 | Bosnia ed Erzegovina (bandiera) · Portogallo (bandiera)                   | Nefisa Berberović / Anita Husarić Francisca Jorge / Rita Vilaca           | 6 4          | 7 61 |   |  |

| Georgia 2 | Tallink Tennis Centre, Tallinn, Estonia 11 febbraio 2017 cemento (indoor) | Tallink Tennis Centre, Tallinn, Estonia 11 febbraio 2017 cemento (indoor) | Israele 1 |     |     |  |
| \| \| \| \| 1 \| 2 \| 3 \| \| \| - \| \| ------------------------------------------------------------------------- \| --- \| --- \| --- \| \| \| 1 \| \| Ekaterine Gorgodze Deniz Khazaniuk \| 6 4 \| 4 6 \| 7 5 \| \| \| 2 \| \| Sofia Shapatava Julia Glushko \| 4 6 \| 6 2 \| 2 6 \| \| \| 3 \| \| Ekaterine Gorgodze / Oksana Kalashnikova Julia Glushko / Shelly Krolitzky \| 6 4 \| 4 6 \| 6 3 \| \| |                                                                           |                                                                           |           |     |     |  |
| |                                                                           |                                                                           | 1         | 2   | 3   |  |
| 1 | Georgia (bandiera) · Israele (bandiera)                                   | Ekaterine Gorgodze Deniz Khazaniuk                                        | 6 4       | 4 6 | 7 5 |  |
| 2 | Georgia (bandiera) · Israele (bandiera)                                   | Sofia Shapatava Julia Glushko                                             | 4 6       | 6 2 | 2 6 |  |
| 3 | Georgia (bandiera) · Israele (bandiera)                                   | Ekaterine Gorgodze / Oksana Kalashnikova Julia Glushko / Shelly Krolitzky | 6 4       | 4 6 | 6 3 |  |

### Verdetti
- Serbia e Regno Unito accedono ai play-off per il Gruppo Mondiale II.
- Bosnia ed Erzegovina e Israele retrocedono nel Gruppo II per il 2018.

## Gruppo II
- Sede: Siauliai Tennis School, Šiauliai, Lituania (Cemento-indoor)
- Data: 19-22 aprile

Le squadre sono suddivise in due gironi (Pool) da quattro squadre. La prima classificata di ciascuno dei due gironi gioca uno spareggio contro la seconda dell'altro girone per stabilire la due promozioni al Gruppo I. La terza di un girone contro l'ultima dell'altro, disputano uno spareggio per stabilire le retrocessioni.

### Gruppi
|   | Pool A (Dettagli) | Slovenia (bandiera) | Svezia (bandiera) | Norvegia (bandiera) | Sudafrica (bandiera) |   |                   | Pool B (Dettagli) | Danimarca (bandiera) | Lussemburgo (bandiera) | Egitto (bandiera) | Lituania (bandiera) |
| 1 | Slovenia (2-1)    |                     | 3–0               | 1–2                 | 3–0                  | 1 | Danimarca (3-0)   |                   | 2–1                  | 2–1                    | 3–0               |                     |
| 2 | Svezia (2-1)      | 0–3                 |                   | 3–0                 | 3–0                  | 2 | Lussemburgo (1-2) | 1–2               |                      | 1–2                    | 3–0               |                     |
| 3 | Norvegia (2-1)    | 2–1                 | 0–3               |                     | 3–0                  | 3 | Egitto (1-2)      | 1–2               | 2–1                  |                        | 1–2               |                     |
| 4 | Sudafrica (0-3)   | 0–3                 | 0–3               | 0–3                 |                      | 4 | Lituania (1-2)    | 0–3               | 0–3                  | 2–1                    |                   |                     |

### Spareggi promozione
| Slovenia 2 | Siauliai Tennis School, Šiauliai, Lituania 22 aprile 2017 cemento (indoor) | Siauliai Tennis School, Šiauliai, Lituania 22 aprile 2017 cemento (indoor) | Lussemburgo 0 |      |     |             |
| \| \| \| \| 1 \| 2 \| 3 \| \| \| - \| \| ---------------------------------------------------------------------- \| --- \| ---- \| --- \| ----------- \| \| 1 \| \| Dalila Jakupovič Claudine Schaul \| 6 1 \| 7 61 \| \| \| \| 2 \| \| Tamara Zidanšek Eleonora Molinaro \| 4 6 \| 7 5 \| 6 2 \| \| \| 3 \| \| Andreja Klepač / Tamara Zidanšek Tiffany Cornelius / Eleonora Molinaro \| \| \| \| non giocato \| |                                                                            |                                                                            |               |      |     |             |
| |                                                                            |                                                                            | 1             | 2    | 3   |             |
| 1 | Slovenia (bandiera) · Lussemburgo (bandiera)                               | Dalila Jakupovič Claudine Schaul                                           | 6 1           | 7 61 |     |             |
| 2 | Slovenia (bandiera) · Lussemburgo (bandiera)                               | Tamara Zidanšek Eleonora Molinaro                                          | 4 6           | 7 5  | 6 2 |             |
| 3 | Slovenia (bandiera) · Lussemburgo (bandiera)                               | Andreja Klepač / Tamara Zidanšek Tiffany Cornelius / Eleonora Molinaro     |               |      |     | non giocato |

| Danimarca 1 | Siauliai Tennis School, Šiauliai, Lituania 22 aprile 2017 cemento (indoor) | Siauliai Tennis School, Šiauliai, Lituania 22 aprile 2017 cemento (indoor) | Svezia 2 |     |   |  |
| \| \| \| \| 1 \| 2 \| 3 \| \| \| - \| \| ------------------------------------------------------------------ \| --- \| --- \| - \| \| \| 1 \| \| Emilie Francati Cornelia Lister \| 6 3 \| 6 4 \| \| \| \| 2 \| \| Karen Barritza Johanna Larsson \| 2 6 \| 4 6 \| \| \| \| 3 \| \| Karen Barritza / Emilie Francati Johanna Larsson / Cornelia Lister \| 2 6 \| 4 6 \| \| \| |                                                                            |                                                                            |          |     |   |  |
| |                                                                            |                                                                            | 1        | 2   | 3 |  |
| 1 | Danimarca (bandiera) · Svezia (bandiera)                                   | Emilie Francati Cornelia Lister                                            | 6 3      | 6 4 |   |  |
| 2 | Danimarca (bandiera) · Svezia (bandiera)                                   | Karen Barritza Johanna Larsson                                             | 2 6      | 4 6 |   |  |
| 3 | Danimarca (bandiera) · Svezia (bandiera)                                   | Karen Barritza / Emilie Francati Johanna Larsson / Cornelia Lister         | 2 6      | 4 6 |   |  |

### Spareggi retrocessione
| Norvegia 2 | Siauliai Tennis School, Šiauliai, Lituania 22 aprile 2017 cemento (indoor) | Siauliai Tennis School, Šiauliai, Lituania 22 aprile 2017 cemento (indoor) | Lituania 0 |      |   |             |
| \| \| \| \| 1 \| 2 \| 3 \| \| \| - \| \| ------------------------------------------------------------------------- \| --- \| ---- \| - \| ----------- \| \| 1 \| \| Malene Helgo Paulina Bakaite \| 6 3 \| 7 61 \| \| \| \| 2 \| \| Ulrikke Eikeri Joana Eidukonyte \| 6 3 \| 6 4 \| \| \| \| 3 \| \| Astrid Wanja Brune Olsen / Ulrikke Eikeri Joana Eidukonyte / Gerda Zykute \| \| \| \| non giocato \| |                                                                            |                                                                            |            |      |   |             |
| |                                                                            |                                                                            | 1          | 2    | 3 |             |
| 1 | Norvegia (bandiera) · Lituania (bandiera)                                  | Malene Helgo Paulina Bakaite                                               | 6 3        | 7 61 |   |             |
| 2 | Norvegia (bandiera) · Lituania (bandiera)                                  | Ulrikke Eikeri Joana Eidukonyte                                            | 6 3        | 6 4  |   |             |
| 3 | Norvegia (bandiera) · Lituania (bandiera)                                  | Astrid Wanja Brune Olsen / Ulrikke Eikeri Joana Eidukonyte / Gerda Zykute  |            |      |   | non giocato |

| Egitto 2 | Siauliai Tennis School, Šiauliai, Lituania 22 aprile 2017 cemento (indoor) | Siauliai Tennis School, Šiauliai, Lituania 22 aprile 2017 cemento (indoor) | Sudafrica 0 |      |     |             |
| \| \| \| \| 1 \| 2 \| 3 \| \| \| - \| \| ----------------------------------------------------------------- \| --- \| ---- \| --- \| ----------- \| \| 1 \| \| Mai El Kamash Ilze Hattingh \| 7 5 \| 1 6 \| 6 2 \| \| \| 2 \| \| Sandra Samir Chanel Simmonds \| 6 3 \| 7 61 \| \| \| \| 3 \| \| Sandra Samir / Rana Sherif Ahmed Madrie Le Roux / Chanel Simmonds \| \| \| \| non giocato \| |                                                                            |                                                                            |             |      |     |             |
| |                                                                            |                                                                            | 1           | 2    | 3   |             |
| 1 | Egitto (bandiera) · Sudafrica (bandiera)                                   | Mai El Kamash Ilze Hattingh                                                | 7 5         | 1 6  | 6 2 |             |
| 2 | Egitto (bandiera) · Sudafrica (bandiera)                                   | Sandra Samir Chanel Simmonds                                               | 6 3         | 7 61 |     |             |
| 3 | Egitto (bandiera) · Sudafrica (bandiera)                                   | Sandra Samir / Rana Sherif Ahmed Madrie Le Roux / Chanel Simmonds          |             |      |     | non giocato |

### Verdetti
- Slovenia e Svezia promosse nel Gruppo I.
- Lituania e Sudafrica retrocesse nel Gruppo III.

## Gruppo III
- Impianto: National Tennis School & Tennis Club Acvila, Chișinău, Moldavia (Terra-outdoors)
- Date: 13-17 giugno

Le 15 squadre sono divise in 4 gironi (Pool), uno da 3 e tre da 4 squadre. La vincitrici dei 4 gironi si affrontano in una sfida incrociata (Pool A contro Pool C e Pool B contro Pool D), le due vincenti sono promosse nel Gruppo II. Le altre si giocano i piazzamenti per l'anno prossimo.
|   | Pool A (Dettagli) | Grecia (bandiera) | Malta (bandiera) | Armenia (bandiera) |
| 1 | Grecia (2-0)      |                   | 3–0              | 2-1                |
| 2 | Malta (1-1)       | 1–2               |                  | 3-0                |
| 3 | Armenia (0-2)     | 0–3               | 0-3              |                    |

|   | Pool B (Dettagli) | Cipro (bandiera) | Irlanda (bandiera) | Kenya (bandiera) | Islanda (bandiera) |
| 1 | Cipro (3-0)       |                  | 3-0                | 3-0              | 3-0                |
| 2 | Irlanda (2-1)     | 0-3              |                    | 2–1              | 3-0                |
| 3 | Kenya (1-2)       | 0-3              | 1–2                |                  | 2–1                |
| 4 | Islanda (0-3)     | 0–3              | 0-3                | 1–2              |                    |

|   | Pool C (Dettagli) | Finlandia (bandiera) | Tunisia (bandiera) | Macedonia (bandiera) | Cambogia (bandiera) |   |                 | Pool D (Dettagli) | Moldavia (bandiera) | Marocco (bandiera) | Algeria (bandiera) | Mozambico (bandiera) |
| 1 | Finlandia (3-0)   |                      | 2-1                | 3-0                  | 3–0                 | 1 | Moldavia (3-0)  |                   | 3-0                 | 3-0                | 3-0                |                      |
| 2 | Tunisia (2-1)     | 1-2                  |                    | 3-0                  | 3–0                 | 2 | Marocco (2-1)   | 0-3               |                     | 3-0                | 3-0                |                      |
| 3 | Macedonia (1-2)   | 0-3                  | 0-3                |                      | 3-0                 | 3 | Algeria (1-2)   | 0-3               | 0-3                 |                    | 3-0                |                      |
| 4 | Cambogia (0-3)    | 0–3                  | 0-3                | 0-3                  |                     | 4 | Mozambico (0-3) | 0-3               | 0-3                 | 0-3                |                    |                      |

### Spareggi promozione
| Grecia 2 | National Tennis School & Tennis Club Acvila, Chișinău, Moldavia 17 giugno 2017 terra (outdoor) | National Tennis School & Tennis Club Acvila, Chișinău, Moldavia 17 giugno 2017 terra (outdoor) | Finlandia 0 |     |   |             |
| \| \| \| \| 1 \| 2 \| 3 \| \| \| - \| \| --------------------------------------------------------------------------- \| --- \| --- \| - \| ----------- \| \| 1 \| \| Eleni Kordolaimi Oona Orpama \| 6 0 \| 6 4 \| \| \| \| 2 \| \| Valentini Grammatikopoulou Piia Suomalainen \| 7 5 \| 6 1 \| \| \| \| 3 \| \| Valentini Grammatikopoulou / Eleni Kordolaimi Emma Laine / Piia Suomalainen \| \| \| \| non giocato \| |                                                                                                |                                                                                                |             |     |   |             |
| |                                                                                                |                                                                                                | 1           | 2   | 3 |             |
| 1 | Grecia (bandiera) · Finlandia (bandiera)                                                       | Eleni Kordolaimi Oona Orpama                                                                   | 6 0         | 6 4 |   |             |
| 2 | Grecia (bandiera) · Finlandia (bandiera)                                                       | Valentini Grammatikopoulou Piia Suomalainen                                                    | 7 5         | 6 1 |   |             |
| 3 | Grecia (bandiera) · Finlandia (bandiera)                                                       | Valentini Grammatikopoulou / Eleni Kordolaimi Emma Laine / Piia Suomalainen                    |             |     |   | non giocato |

| Cipro 0 | National Tennis School & Tennis Club Acvila, Chișinău, Moldavia 17 giugno 2017 terra (outdoor) | National Tennis School & Tennis Club Acvila, Chișinău, Moldavia 17 giugno 2017 terra (outdoor) | Moldavia 2 |      |     |             |
| \| \| \| \| 1 \| 2 \| 3 \| \| \| - \| \| ----------------------------------------------------------------- \| --- \| ---- \| --- \| ----------- \| \| 1 \| \| Eliza Omirou Vitalia Stamat \| 2 6 \| 7 61 \| 4 6 \| \| \| 2 \| \| Eleni Louka Alexandra Perper \| 0 6 \| 2 6 \| \| \| \| 3 \| \| Eliza Omirou / Maria Siopacha Alexandra Perper / Gabriela Porubin \| \| \| \| non giocato \| |                                                                                                |                                                                                                |            |      |     |             |
| |                                                                                                |                                                                                                | 1          | 2    | 3   |             |
| 1 | Cipro (bandiera) · Moldavia (bandiera)                                                         | Eliza Omirou Vitalia Stamat                                                                    | 2 6        | 7 61 | 4 6 |             |
| 2 | Cipro (bandiera) · Moldavia (bandiera)                                                         | Eleni Louka Alexandra Perper                                                                   | 0 6        | 2 6  |     |             |
| 3 | Cipro (bandiera) · Moldavia (bandiera)                                                         | Eliza Omirou / Maria Siopacha Alexandra Perper / Gabriela Porubin                              |            |      |     | non giocato |

### Verdetti
- Grecia e Moldavia promosse nel Gruppo II.